# Пам'ятки архітектури Самбірського району
У Самбірському районі Львівської області нараховується 90 пам'яток архітектури.
| пор.№                                       | Найменування пам'ятки                                     | Датування           | Місцезнаходження           | Охоронний № і номер у комплексі |
| ------------------------------------------- | --------------------------------------------------------- | ------------------- | -------------------------- | ------------------------------- |
| Пам'ятки архітектури національного значення |                                                           |                     |                            |                                 |
| м.Самбір                                    |                                                           |                     |                            |                                 |
| 1                                           | Бернардинський монастир (мур.):                           | 1709-1751р.р.       | вул.А.Міцкевича,5а         | 397 / 0                         |
| 2                                           | Костел святого Станіслава (мур.)                          | 1751р.              | вул.А.Міцкевича,5а         | 397 / 1                         |
| 3                                           | Дзвіниця (мур.)                                           | 1751р.              | вул.А.Міцкевича,5а         | 397 / 2                         |
| 4                                           | Монастирські келії (мур.)                                 | 1751р.              | вул.А.Міцкевича,5а         | 397 / 3                         |
| 5                                           | Костел святого Івана Хрестителя (мур.)                    | 1565-1574,1642р.р.  | вул.Сагайдачного,7         | 398                             |
| 6                                           | Ратуша (мур.)                                             | 1638-1670,1844р.    | пл.Ринок,1                 | 399                             |
| 7                                           | Колегія єзуїтів (мур.)                                    | 1759р.              | вул.А.Міцкевича,5а         | 400                             |
| Самбірський район                           |                                                           |                     |                            |                                 |
| 8                                           | Церква Зіслання Святого Духа (дер.)                       | 1671р.              | с.Викоти                   | 1408/ 1                         |
| 9                                           | Дзвіниця церкви Св. Духа (дер.)                           | 1671р.              | с.Викоти                   | 1408/ 2                         |
| 10                                          | Церква Різдва Богородиці (дер.)                           | 1634р.              | с.Зарайське                | 1409/ 1                         |
| 11                                          | Дзвіниця церкви Різдва Богородиці (дер.)                  | 1850р.              | с.Зарайське                | 1409/ 2                         |
| 12                                          | Церква Пресвятої Трійці (дер.)                            | 1671р.              | с.Мала Білина              | 1410/ 1                         |
| 13                                          | Дзвіниця церкви Пресвятої Трійці (дер.)                   | ХІХст.              | с.Мала Білина              | 1410/ 2                         |
| 14                                          | Костел Внебовзяття Пресвятої Діви Марії (мур.)            | 1728р.              | м.Рудки                    | 1407/ 1                         |
| 15                                          | Дзвіниця костелу Внебовзяття Пресвятої Діви Марії (мур.)  | XVII ст.            | м.Рудки                    | 1407/ 2                         |
| 16                                          | Мури з вежею                                              | XVII ст.            | м.Рудки                    | 1407/3                          |
| Пам'ятки архітектури місцевого значення     |                                                           |                     |                            |                                 |
| м.Самбір                                    |                                                           |                     |                            |                                 |
| 16                                          | Житловий будинок (мур.)                                   | ХУІІІ- 1 пол.ХІХст. | вул. Вузька, 8             | 1116-М                          |
| 17                                          | Житлово-торговий будинок (мур.)                           | ХУІІІст.            | вул. Коперніка, 3          | 1147- М                         |
| 18                                          | Житлово-торговий будинок (мур.)                           | кін. ХІХст.         | вул. Коперніка, 4          | 1121-М                          |
| 19                                          | Адмінбудинок (мур.)                                       | XIX-поч.ХХст.       | вул. Коперніка, 5          | 2522-М                          |
| 20                                          | Народний дім (мур.)                                       | поч. ХХст.          | вул. Коперніка, 6          | 2523-М                          |
| 21                                          | Пошта (мур.)                                              | кін.ХУІІІ-1890 р.   | вул. Коперніка, 8          | 1122-М                          |
| 22                                          | Вілла (мур.)                                              | кін. ХІХст.         | вул. Коперніка,10          | 1123-М                          |
| 23                                          | Школа (мур.)                                              | 1882р.              | вул. Коперніка,12          | 2524-М                          |
| 24                                          | Адмінбудинок (мур.)                                       | поч. ХХст.          | вул. Коперніка,15          | 1124-М                          |
| 25                                          | Вілла (мур.)                                              | к.XIX-п.ХХст.       | вул. Коперніка,40          | 1125-М                          |
| 26                                          | Готель (мур.)                                             | 2 пол.ХІХст.        | вул. Мазепи,5              | 1128-М                          |
| 27                                          | Вілла (мур.)                                              | сер. ХІХст.         | вул. Мазепи,7              | 1129-М                          |
| 28                                          | Банк (мур.)                                               | 1906р.              | вул. Мазепи,15             | 1130-М                          |
| 29                                          | Житловий будинок (мур.)                                   | 1 пол.ХІХст.        | вул. Сонашна,1             | 1148-М                          |
| 30                                          | Вілла (мур.)                                              | поч. ХХст.          | вул. Курбаса,6             | 496-М                           |
| 31                                          | Дзвіниця                                                  | ІІ пол. XIX ст.     | вул.Міцкевича, 2           | 1142-М                          |
| 32                                          | Монастир Бригіток (мур.)                                  | 1 пол.ХУІІст.       | вул. Музейна, 2            | 1143-М                          |
| 33                                          | Житлово-торговий будинок (мур.)                           | ХУІІІст.            | пл. Ринок, 5               | 1131-М                          |
| 34                                          | Казино (мур.)                                             | ХУІІ-п.ХХст.        | пл. Ринок,24               | 1132-М                          |
| 35                                          | Житлово-торговий будинок (мур.)                           | ХУІІ-ХУІІІст.       | пл. Ринок, 25              | 1133-М                          |
| 36                                          | Житлово-торговий будинок (мур.)                           | ХУІІ-ХУІІІст.       | пл. Ринок, 26              | 1134-М                          |
| 37                                          | Житлово-торговий будинок (мур.)                           | ХУІІІст.            | пл. Ринок, 30              | 1135-М                          |
| 38                                          | Житлово-торговий будинок (мур.)                           | ХУІІ-ХУІІІст.       | пл. Ринок, 33              | 1136-М                          |
| 39                                          | Житлово-торговий будинок (мур.)                           | ХУІІ-ХУІІІст.       | пл. Ринок, 34              | 1137-М                          |
| 40                                          | Житловий будинок (мур.)                                   | ХІХст.              | пл. Ринок, 35              | 2526-М                          |
| 41                                          | Житловий будинок (мур.)                                   | ХІХст.              | пл. Ринок, 38              | 2527-М                          |
| 42                                          | Житлово-торговий будинок (мур.)                           | 1 пол.ХІХст.        | пл. Ринок, 39              | 1138-М                          |
| 43                                          | Житлово-торговий будинок (мур.)                           | 1898р.              | пл. Ринок, 40              | 1139-М                          |
| 44                                          | Житловий будинок (мур.)                                   | ХУІІІст.            | вул. Руська, 2             | 1120-М                          |
| 45                                          | Житловий будинок (мур.)                                   | к.XIX-п.ХХст.       | вул. Сагайдачного,1        | 1144-М                          |
| 46                                          | Готель (мур.)                                             | XIX ст.             | вул. Сагайдачного, 2       | 495-М                           |
| 47                                          | Житлово-торговий будинок (мур.)                           | ХУІІІст.            | вул. Сагайдачного, 5       | 1145-М                          |
| 48                                          | Житловий будинок (мур.)                                   | к.XIX-п.ХХст.       | вул. Сагайдачного, 8       | 2525-М                          |
| 49                                          | Житлово-торговий будинок (мур.)                           | 2 пол.ХІХст.        | вул. Сагайдачного, 10      | 1146-М                          |
| 50                                          | Житловий будинок (мур.)                                   | 1846р.              | вул. Гоголя, 1             | 1117-М                          |
| 51                                          | Садиба (мур.)                                             | сер. ХІХст.         | вул. Січових Стрільців,2   | 1140-М                          |
| 52                                          | Будинок гімназії (мур.)                                   | 2 пол.ХІХст.        | вул. Січових Стрільців, 10 | 1141-М                          |
| 53                                          | Житловий будинок (мур.)                                   | к.XIX-п.ХХст.       | вул. Тиха, 1               | 1149-М                          |
| 54                                          | Адмінбудинок (мур.)                                       | поч. ХХст.          | вул. І. Франка, 66         | 2528-М                          |
| 55                                          | Житлово-торговий будинок (мур.)                           | ХУІІІст.            | вул. Б.Хмельницького,5     | 1150-М                          |
| 56                                          | Церква Різдва Пресвятої Богородиці (мур.)                 | 1728р.              | вул. Церковна, 7           | 798-М                           |
| 57                                          | Школа (мур.)                                              | ХІХст.              | вул. Т. Шевченка, 21       | 2529-М                          |
| 58                                          | Житловий будинок (мур.)                                   | д.п.XIX-п.ХХст.     | вул.Шептицького, 5         | 1118-М                          |
| 59                                          | Житловий будинок (мур.)                                   | 2 пол.ХІХ           | вул. Шептицького, 7        | 1119-М                          |
| 60                                          | Палац (мур.)                                              | поч.ХХст            | вул. Стебельського, 3      | 1151-М                          |
| 61                                          | Житловий будинок (мур.)                                   | поч.ХХст            | вул. Стебельського, 5      | 1152-М                          |
| 62                                          | Житловий будинок (мур.)                                   | 1909р.              | вул. Стебельського, 6      | 1153-М                          |
| 63                                          | Вілла (мур.)                                              | поч.ХХст            | вул. Стебельського, 8      | 1154-М                          |
| 64                                          | Комплекс повітової лікарні (мур.)                         | кін.ХІХст.          | вул. Шпитальна, 6          | 1126-М                          |
| 65                                          | Адмінбудинок (мур.)                                       | 2 пол. ХУІст.       | вул. Шпитальна, 12         | 1127-М                          |
| Самбірський район                           |                                                           |                     |                            |                                 |
| 66                                          | Церква Св. Івана Богослова (дер.)                         | 1854р.              | с.Береги                   | 1485-М                          |
| 67                                          | Церква Воздвиження Чесного Животворящого Хреста           | 1912р.              | с.Берестяни                | 2530-М                          |
| 68                                          | Церква Св. Дмитрія (дер.)                                 | 1825р.              | с.Бірчиці                  | 1486-М                          |
| 69                                          | Церква Собору Пресвятої Богородиці (мур.)                 | 1806р.              | с.Блажів                   | 1487-М                          |
| 70                                          | Церква Стрітення Господнього                              | 1836р.              | с. Велика Білина           | 1488-М                          |
| 71                                          | Церква Різдва Пресвятої Богородиці (дер.)                 | 1830р.              | с.Вістовичі                | 2059-М                          |
| 72                                          | Костел святої Катерини                                    | ХУІІІст.            | с.Воютичі                  | 2531-М                          |
| 73                                          | Церква Воздвиження Чесного Животворящого Хреста (дер.)    | 1773р.              | с.Вощанці                  | 497/1-М                         |
| 74                                          | Дзвіниця церкви Воздвиження Чесного Животв. Хреста (дер.) | 1773р. (ХУІІІст.)   | с.Вощанці                  | 497/2-М                         |
| 75                                          | Церква Св. Дмитрія (мур.)                                 | 1810р.              | с.Гординя                  | 1489-М                          |
| 76                                          | Церква Успення Пресвятої Богородиці (мур.)                | 1610р.              | с.Долобів                  | 2060-М                          |
| 77                                          | Церква Богоявлення Господнього                            | 1860р.              | смт. Дубляни               | 2061-М                          |
| 78                                          | Церква Собору Пресвятої Богородиці (дер.)                 | 1792р.              | с.Звір                     | 498-М                           |
| 79                                          | Церква Преображення Господнього (дер.)                    | 1867р.              | с.Ковиничі                 | 1489-М                          |
| 80                                          | Церква Покрови Пр. Богородиці (дер.)                      | 1838р.              | с.Кружики                  | 2062-М                          |
| 81                                          | Дзвіниця церкви Флора і Лавра (дер.)                      | ХУІІІст.            | с.Кульчиці                 | 499-М                           |
| 82                                          | Церква Стрітення Господнього (дер.)                       | 1838р.              | с.Купновичі                | 2062-М                          |
| 83                                          | Церква Покрови Пр. Богородиці (дер.)                      | кін.ХІХст.          | с.Міжгайці                 | 2532-М                          |
| 84                                          | Церква Собору Пр. Богородиці                              | 1826р.              | с.Містковичі               | 2064-М                          |
| 85                                          | Церква Воздвиження Чесного Животворящого Хреста (дер.)    | 1750(1759)р.        | с.Погірці                  | 500-М                           |
| 86                                          | Церква Св. Миколая (дер.)                                 | 1750р.              | с.Сприня                   | 2065-М                          |
| 87                                          | Церква Введення в храм Пресвятої Богородиці (дер.)        | поч.ХХст.           | с.Сусолів                  |                                 |
| 88                                          | Церква Івана Хрестителя (дер.)                            | 1801р.              | с.Чайковичі                | 1491-М                          |
| 89                                          | Церква Св. арх. Михаїла                                   | 1864р.              | с.Черхава                  | 2066-М                          |
| 90                                          | Церква Різдва Пресвятої Богородиці (дер.)                 | 1854р.              | с.Чуква                    | 1492-М                          |

## Джерело
Перелік пам'яток Львівської області [Архівовано 16 вересня 2012 у Wayback Machine.]